# Тогиак (Аляска)
Тогиак (англ. Togiak; юпик: Tuyuryaq) — город в зоне переписи населения Диллингхем, штат Аляска, США. Население по данным переписи 2010 года составляет 817 человек.

## История
Впервые поселение эскимосов упомянуто как село Тугятак на картах в 1826 году лейтенантом Г. А. Сарычевым, повторно отмечено как село Тугяк гидрографом М. Д. Тебеньковым в 1852 году. В 1880 году американским военным Иваном Петровым нанесены на американские карты две деревни Togiagamute и Togiak Station.
Тогиак получил статус города 10 июня 1969 года.

## География
Площадь города составляет 586,0 км², из них 115,0 км² — суша и 471,0 км² — водные поверхности. Расположен в 108 км к западу от города Диллингхем, на территории национального резервата дикой природы Тогиак.

## Население
По данным переписи 2000 года, население города составляло 809 человек. Расовый состав: коренные американцы — 86,28 %; белые — 6,92 %; афроамериканцы — 0,12 %; представители других рас — 0,25 % и представители двух и более рас — 6,43 %. Доля лиц латиноамериканского происхождения всех рас составляла 1,11 %.
Из 202 домашних хозяйств в 56,4 % — воспитывали детей в возрасте до 18 лет, 56,4 % представляли собой совместно проживающие супружеские пары, в 16,8 % семей женщины проживали без мужей, 18,8 % не имели семьи. 15,3 % от общего числа семей на момент переписи жили самостоятельно, при этом 2,5 % составили одинокие пожилые люди в возрасте 65 лет и старше. В среднем домашнее хозяйство ведут 4,00 человек, а средний размер семьи — 4,50 человек.
Доля лиц в возрасте младше 18 лет — 42,8 %; лиц в возрасте от 18 до 24 лет — 9,0 %; от 25 до 44 лет — 26,1 %; от 45 до 64 лет — 15,1 % и лиц старше 65 лет — 7,0 %. Средний возраст населения — 23 года. На каждые 100 женщин приходится 101,2 мужчин; на каждые 100 женщин в возрасте старше 18 лет — 111,4 мужчин.
Средний доход на совместное хозяйство — $23 977; средний доход на семью — $28 500. Средний доход на душу населения — $9676.
Динамика численности населения города по годам:
| 1930 | 1940 | 1950 | 1960 | 1970 | 1980 | 1990 | 2000 | 2010 |
| ---- | ---- | ---- | ---- | ---- | ---- | ---- | ---- | ---- |
| 71   | 10   | 108  | 220  | 383  | 470  | 613  | 809  | 817  |

## Транспорт
Город обслуживается аэропортом Тогиак. Имеются регулярные рейсы в Диллингхем.